# Тодор Хрулев
Тодор Тодорович Хрулев е български възрожденец, писател и преводач, просветител и борец за независимост на българската Църква от гръцката. Презимето му се среща и като Тодоров или Теодорович.

## Биография
Тодор Тодорович Хрулев е роден през 1821 г. в Лясковец. Първоначално учи при Максим Райкович, за кратко работи с баща си като градинар в Белград, а после учи в Пловдив. В периода 1840 – 1842 г. е учител в Пирдоп. В Свищов е ученик и прислужник в училището на Христаки Павлович. През 1864 г. става учител в новооткритото училище в Харизанската махала в Свищов. Сътрудничи на вестник „Цариградски вестник“ (1849) и списание „Български книжици“ (1858). Пише напътствия, буквар, читанки, и учебници, включително един от първите учебници по математика на български език.
Страстен борец срещу гърчеенето на някои от по-заможните и интелигентни българи, както радетел за служби на български език в църквите. Организира освиркването на гръцкия търновски владика при освещаването на църквата в Летница през 1850 г.
Води оживена кореспонденция с Георги Раковски, но е радетел най-вече за духовна свобода на българите и срещу опитите на гръцките духовници да погърчат българското население. Заради тези си възгледи и действия е наклеветен пред турската власт, че се занимава с революционна дейност и е осъден в Русе през 1864 г. на заточение в Диарбекир. Заедно с други заточеници извървява пеша пътя и в резултат здравето му се разклаща и се разболява.
Умира на 30 януари 1865 г. в Диарбекир. Погребан е в двора на Арменската църква „Св. Безсребърници Козма и Дамян“ в Диарбекир. Предполага се, че е отровен от гърци.

## Памет
На негово име са кръстени улици в Пловдив, Варна, Лясковец и Свищов.

## Произведения
- „Буквар или Началное учение, с разни и полезни наставлениями за человеческий живот“ (1850) [2]
- „Венец азбучний“ (1855)
- „Кратко детинско наставление“ (1857)
- „Кратка аритметика“ (1858)
- „Образец на българското чистописание“ (1858)
- „Кратък молитвеник“ (1858)
- „Кратка география“ (1858 /1861)
- „Българска граматика“ (1859)
- "Сокращений катехизис за началните ученици, които са свършили букваря" (1860)
- „Кратко землеописание“ (1863)
- „Краткий речник за чуждестранните речи, които ся нахождат в българский язык“, Браила, 1863, 26 с.